# Kinderförderungsgesetz
Das Kinderförderungsgesetz ist ein deutsches Bundesgesetz, ein Artikelgesetz, das den Ausbau der Betreuungsangebote für Kleinkinder in einen rechtlichen Rahmen stellt und überwiegend am 16. Dezember 2008 in Kraft getreten ist.
Es ändert zu diesem Zwecke diverse Vorschriften im Fünften, Achten und Elften Buch des Sozialgesetzbuchs, im Finanzausgleichsgesetz des Bundes, im Bundesausbildungsförderungsgesetz, im Adoptionsvermittlungsgesetz, im Einkommensteuergesetz sowie im Tagesbetreuungsausbaugesetz.
Das Gesetz sieht es vor, bis zum Jahr 2013 das Angebot an Betreuungsplätzen für Kleinkinder zwischen einem und drei Jahren so auszubauen, dass ein durch das Gesetz eingeführter Rechtsanspruch ab dem 1. August 2013 auf Bereitstellung eines Betreuungsplatzes für alle Kinder in dem betreffenden Alter bedient werden kann.
Es verpflichtet die Träger öffentlicher Kinder- und Jugendhilfe, d. h. die (Land-)Kreise und Kreisfreien Städte durch die bei ihnen eingerichteten Jugendämter, allen Kindern ein Betreuungsangebot in einer Tageseinrichtung oder Kindertagespflege bereitzustellen, für deren Entwicklung hin zu einer eigenverantwortlichen und gemeinschaftsfähigen Persönlichkeit eine solche Betreuung geboten ist oder deren Erziehungsberechtigten erwerbstätig sind, einer Erwerbstätigkeit nachgehen, Arbeit suchend sind, sich in beruflichen Bildungsmaßnahmen, der Schul- oder Hochschulausbildung befinden oder Leistungen zur Eingliederung in Arbeit erhalten.
Weitergehende landesgesetzliche Regelungen bleiben ausdrücklich unberührt (§ 24 SGB VIII).
30 Prozent der neugeschaffenen Plätze soll dabei auf die Kindertagespflege entfallen. Insgesamt betragen die Ausbaukosten zwölf Milliarden Euro, der Bund beteiligt sich zwischen 2008 und 2013 mit 2,15 Milliarden Euro aus dem Bundessondervermögen Kinderbetreuungsausbau 2007–2015 an den anfallenden Investitionen.

## Landesgesetzliche Regelungen
- Kindertagesbetreuungsgesetz in Baden-Württemberg (KiTaG)[2]
- Bayerisches Kinderbildungs- und -betreuungsgesetz (BayKiBiG)
- Kindertagesförderungsgesetz (Berlin) (KitaFöG)
- Brandenburg: Kindertagesstättengesetz (KitaG)[2]
- Bremisches Tageseinrichtungs- und Kindertagespflegegesetz (BremKTG)[2]
- Hamburger Kinderbetreuungsgesetz (KibeG)[2]
- Hessisches Kinderförderungsgesetz (HessKiföG)
- Mecklenburg-Vorpommern: Kindertagesförderungsgesetz (KiföG)[2]
- Gesetz über Tageseinrichtungen für Kinder (Niedersachsen)
- Gesetz zur frühen Bildung und Förderung von Kindern in Nordrhein-Westfalen (KiBiz)
- Kindertagesstättengesetz Rheinland-Pfalz (KTagStG)[2]
- Saarländisches Kinderbetreuungs- und -bildungsgesetz (SKBBG)[2]
- Sachsen: Gesetz über Kindertageseinrichtungen (SächsKitaG)[2]
- Sachsen-Anhalt: Kinderförderungsgesetz (KiFöG)[2]
- Schleswig-Holstein: Kindertagesstättengesetz (KiTaG)[2]
- Thüringer Kindertageseinrichtungsgesetz (ThürKitaG)[2]